# Oliver Masucci
Oliver Masucci (ur. 6 grudnia 1968 w Stuttgarcie) – niemiecki aktor. Znany z roli Adolfa Hitlera w filmowej adaptacji powieści Timura Vermesa On wrócił (2015) oraz z roli Ulricha Nielsena w serialu Dark.

## Życiorys
Masucci urodził się w Stuttgarcie, ale wychował w Bonn. Jego ojciec jest Włochem, a matka Niemką. Ma trójkę dzieci.

## Filmografia

### Filmy
| Rok  | Tytuł                                             | Rola                         | Uwagi                |
| ---- | ------------------------------------------------- | ---------------------------- | -------------------- |
| 1992 | Andy                                              | Andy                         |                      |
| 1996 | Der Neue                                          | Bernd                        |                      |
| 2002 | Die rote Jacke                                    | bawarski żołnierz            | film krótkometrażowy |
| 2002 | Madryt (Madrid)                                   | Karl                         |                      |
| 2004 | Krew templariuszy (Das Blut der Templer)          | Ares de Saintclair           |                      |
| 2006 | Akcja: Krokodyl (Zwei zum Fressen gern)           | Killiak                      |                      |
| 2009 | Wulkan (Vulkan)                                   | Gernot                       |                      |
| 2011 | Was ihr wollt                                     | Antonio                      |                      |
| 2015 | On wrócił (Er ist wieder da)                      | Adolf Hitler                 |                      |
| 2015 | Wydział Zabójstw Berlin 1 (Berlin Eins)           | Viktor Parkov                |                      |
| 2016 | Die vierte Gewalt                                 | Tobias Weishaupt             |                      |
| 2016 | Tödliche Geheimnisse                              | Paul Holthaus                |                      |
| 2016 | Winnetou: Nowy świat (Winnetou & Old Shatterhand) | brzydki Joe                  |                      |
| 2017 | Tödliche Geheimnisse – Jagd in Kapstadt           | Paul/Lobbysta                |                      |
| 2018 | Życiowy gracz (Spielmacher)                       | Dejans                       |                      |
| 2018 | Pańskie czasy (Herrliche Zeiten)                  | Claus Müller-Todt            |                      |
| 2018 | Obrazy bez autora (Werk ohne Autor)               | profesor Antonius van Verten |                      |
| 2018 | Lysis                                             | ojciec                       |                      |
| 2019 | Der Auftrag                                       | Mario Lobeck                 |                      |
| 2019 | Play                                              | Frank Reitwein               |                      |
| 2019 | Ein Dorf wehrt sich: Das Geheimnis von Altaussee  | Ernst Kaltenbrunner          |                      |
| 2019 | Als Hitler das rosa Kaninchen stahl               | Arthur Kemper                |                      |
| 2020 | Enfant Terrible                                   | Rainer Werner Fassbinder     |                      |
| 2021 | Królewska gra (Schachnovelle)                     | Dr Josef Bartok              |                      |
| 2022 | Fantastyczne zwierzęta: Tajemnice Dumbledore’a    | Anton Vogel                  |                      |

### Seriale
| Rok        | Tytuł                                                                | Rola              | Uwagi                             |
| ---------- | -------------------------------------------------------------------- | ----------------- | --------------------------------- |
| 1995       | Stadtklinik                                                          | Michael Reuther   | sez. 5, odc. 1                    |
| 1996       | Kommissare Südwest                                                   | Bernd             | sez. 1, odc. 5                    |
| 1997       | Einsatz Hamburg Süd                                                  | Rolf              | sez. 1, odc. 13                   |
| 1998       | Im Namen des Gesetzes                                                | Richard Steiner   | sez. 3, odc. 6                    |
| 1998       | A.S.                                                                 | Axel Seewald      | sez. 3, odc. 5                    |
| 1999       | Schwarz greift ein                                                   | Ricky Ohlsen      | sez. 3, odc. 11                   |
| 2001       | Mannowie – Powieść stulecia (Die Manns – Ein Jahrhundertroman)       | Lohengrin         | sez. 1, odc. 1                    |
| 2005       | SK Kölsch                                                            | Johann Hinkel     | sez. 7, odc. 1                    |
| 2005       | SOKO Köln                                                            | Daniel Rosi       | sez. 3, odc. 2                    |
| 2010       | Kobra – oddział specjalny (Alarm für Cobra 11 – Die Autobahnpolizei) | Fabio Brega       | sez. 27, odc. 1                   |
| 2016       | Miejsce zbrodni (Tatort)                                             | Luan Berisha      | sez. 1, odc. 996                  |
| 2016       | Telefon 110 (Polizeiruf 110)                                         | Matthias Dell     | sez. 45, odc. 6                   |
| 2017– 2018 | 4 Blocks                                                             | Hagen Kutscha     | sez. 1, odc 1–6; sez. 2, odc. 1–4 |
| 2018       | Dengler                                                              | lekarz            | sez. 1, odc. 4                    |
| 2017– 2019 | Dark                                                                 | Ulrich Nielsen    | sez. 1; sez. 2, odc. 3, 6–7       |
| 2019       | Schuld                                                               | Richard           | sez. 3, odc. 4                    |
| 2019       | The Wall                                                             | Ilja Schneider    | sez. 1, odc. 1–3                  |
| 2021       | Dziewczyna z doświadczeniem                                          | Georges Verhoeven | sez. 3, odc. 2-4, 6, 8            |
| 2021       | Plemiona Europy                                                      | Mojżesz           | sez. 1                            |